# Euploea cupreipennis
Euploea cupreipennis är en fjärilsart som beskrevs av Moore 1879. Euploea cupreipennis ingår i släktet Euploea och familjen praktfjärilar. Inga underarter finns listade i Catalogue of Life.